# Якшич
Якшич (на хърватски: Jakšić) е град и община в историческата област Славония и част от Пожежко-славонска жупания, Хърватия. 
Според преброяването от 2011 г. има 4058 жители, 94 % от които хървати.

## В популярната култура
В края на ноември 2022 г. Якшич привлича вниманието на регионалните медии, когато местен жител издига знамето на Югославия в дома си на годишнината от Деня на Републиката, официалния празник на бивша Югославия. Той е докладван на полицията от свой съсед и впоследствие санкциониран за „обида на моралните чувства на гражданите“. Някои адвокати критикуват санкцията на полицията с аргумента, че югославското знаме като такова не е забранен символ, докато законовата разпоредба за „обида на моралните чувства на гражданите“ е от остарял закон от 1977 г., който предписва глоба в размер от 50 до 200 германски марки.